# おしゃれカンケイ
おしゃれカンケイは、1994年7月3日から2005年3月27日まで日本テレビ系列で放送された日本テレビ製作のトーク番組。資生堂一社提供。放送時間は毎週日曜22:00 - 22:30 (JST) 。

## 概要
1974年4月放送開始の「おしゃれ」から続くトーク番組シリーズの第3弾で、前番組『オシャレ30･30』から引き続き古舘伊知郎が司会を務めた。企画は秋元康が、提供読みは当時日本テレビアナウンサーの笛吹雅子が担当。「オシャレ30･30」では番組タイトルの『おしゃれ』の箇所がカタカナ表記だったが、本番組でひらがな表記へと戻された。
人気コーナーに、その回のゲスト出演者と関わりの深い人物からの手紙を読む「16小節のLOVE SONG」があった（詳細後述）。また、オープニングでゲストの子供の頃の写真を紹介していた時期もある。2002年まではステレオ放送を実施していたが、「オシャレ30･30」にあった音楽要素がこの番組には無かったこともあり、字幕放送の導入と引き換えにモノラル放送へと切り替えられた。
1994年12月25日年内最後の放送ではNHK紅白歌合戦の司会を古舘と共に務める上沼恵美子が出演した。
1999年3月、『ミッチー･サッチー騒動』と呼ばれる浅香光代との熟女バトルで話題になっていた野村沙知代が7月4日放送分にゲスト出演した際に、スポンサーの資生堂が「企業イメージにそぐわない」としてこの回だけCM出稿・提供クレジット表記を自粛するという事態が発生した。以降、9月末までは当時日本テレビで放送されていたテレビドラマの番宣や公共広告機構のCM（9月期は資生堂を含まない複数スポンサー）で繋げていたが、この期間中に番組皮肉なことに、この回の視聴率は関東地区：25.7%、関西地区：22.5%（ビデオリサーチ社調べ）と番組史上最高の視聴率を獲得した。これは関東地区・関西地区ともに最高の数値である。
2000年7月2日の300回記念スペシャルでは時間を1時間に拡大し、ゲストに明石家さんまを迎えた。

## 番組の終焉とその後
司会の古舘が2004年4月にテレビ朝日系列で開始された「報道ステーション」のメインキャスターを担当するにあたって、それまで出演していたレギュラー番組を相次いで降板。その後も当番組だけは2004年2月に4月以降も継続する契約を結んで続けていたが、古舘側の意向として「報道ステーション」に専念するために降板を示唆。そのため、番組は1年後の2005年3月27日放送分を以って10年9か月間の放送に幕を降ろし、古舘は前身の「オシャレ30･30」を含め18年3か月にわたるおしゃれシリーズの司会を勇退。最終回のゲストは萩本欽一。後継番組はシリーズ第4弾の「おしゃれイズム」。
古舘は2006年7月3日放送の「みのもんたの“さしのみ”」にゲスト出演したことで1年3か月ぶりに日本テレビ系列での再出演を果たした。そしてこれを最後に古舘は『報道ステーション』およびテレビ朝日系列以外での番組出演を長らく行わなかった。
その後、古舘は2016年3月に「報道ステーション」を降板、それから約2か月後の6月12日に「おしゃれイズム」にゲスト出演した。2023年10月1日「おしゃれクリップ」に出演し、オシャレ30･30、おしゃれカンケイの歴代映像を見ながらトークをし、カバンの中身チェックのコーナーも復帰した。

## 出演者
- 古舘伊知郎（1994年7月 - 2005年3月）
- 菊池桃子（1994年7月 - 1995年3月）
- マルシア（1994年7月 - 1997年3月）
- 渡辺満里奈（1997年4月 - 2005年3月）
  - 番組開始から1995年3月までは古舘・菊池・マルシアの3人体制。1995年4月以降古舘・マルシア（→渡辺）の2人体制となる。

## 16小節のLOVE SONG
番組を代表するコーナー。ゲストにゆかりの深い有名人または家族からの手紙を古舘が代読し、ゲストに感想を聞いた後その手紙をゲストに渡す。当コーナー専用のオープニング映像があり、何度か変更されている。オープニング映像では下記の2種類の文章を菊池（2代目は渡辺）が語るナレーションが加えられていた。
1. 初代「見つめては言えない言葉がある。見つめられては言えない言葉がある。だから、今その思いを手紙に託して伝えたい」
2. 2代目「人生には何度も読み返したくなる手紙がある」

本コーナーで使われるBGMの正式なタイトルは「過ぎ去りし永遠の日々」で、他番組でも度々パロディに使われた。また、結婚式などで家族からのメッセージやスピーチを読み上げる際にも、このBGMが使用されるようになった。
番組末期は、このコーナー自体が休止される週もあった。初めて休止となったのは2000年7月2日の300回記念スペシャル（ゲストは明石家さんま、村上ショージ、Mr.オクレ）。
2004年10月には、番組放送10年を記念し本コーナーをまとめた本が出版された。
同番組終了後の2022年4月10日に同シリーズ第5弾の「おしゃれクリップ」でおよそ17年ぶりに「16小節のLOVE SONG」が放送された。
古舘がゲスト出演した2023年10月1日にも「16小節のLOVE SONG」が放送された、MC井桁弘恵がMC山崎育三郎へ書いた手紙を古舘が読み上げた。

## オープニングテーマ
オープニングテーマや前述の「16小節のLOVE SONG」のBGM作曲および演奏は、番組の放送開始から終了までアコーディオニストのcobaが一貫して担当していた。歴代のオープニングテーマは以下のとおり。4代目の「telephone king」は、バッキー木場による軽いゲスト紹介のナレーションが挿入されていた。4代目までは、オープニングのCG内でその回のゲストの幼少期と若年期の計2枚写真を表示する演出を取り入れていたが、最後の5代目では廃止され、スタジオの映像になってからテーマが流れる演出に改められた。3代目まではオープニングCGは40秒、4代目では30秒、最後となった5代目は長尺のCGが廃止され冒頭に中華楽器による5秒の番組タイトルロゴの表記のみとなりスタジオの映像からテーマが流れていた。
1. deja vuがにげる頃（1994年7月 - 1996年3月）
2. fellinism（1996年4月 - 1998年3月）
3. CREPUSCULE（1998年4月 - 2000年6月25日：ゲスト・・・吉田拓郎）
4. telephone king（2000年7月2日：ゲスト・・・明石家さんま他2人 - 2002年3月）
5. 霖雨 -リンユイ-（2002年4月 - 2005年3月25日：ゲスト・・・萩本欽一）

EMIミュージック･ジャパンから、この番組のテーマソングを収めたCDが発売されている。
エンディングは「哀愁のスカパラダイス」が使用された時期もある。

## スタッフ
- ナレーター：バッキー木場
- 音楽：coba （アコーディオニスト）
- 構成：秋元康/腰山一生、飯田茉千子、竹田康一郎、堀田延、堀江利幸、北本かつら
- ディレクター：小川明人/及川千津、首藤由紀子、加藤孝司、山谷和隆、寺沢隆、中村博行
- AD：茂木恵美子、松島美由紀、遠山広、前川泰徳、若林忠裕、伊澤洋介
- 総合演出：橋口洋之
- プロデューサー：北條伸樹/小林宏充、中村喜伸、細越貴子
- プロデューサー・演出：高木章雄→菅賢治
- チーフプロデューサー：大井紀子[注 1]→室川治久→棚次隆→城朋子→桜田和之→吉田真

## ネット局
| 放送対象地域  | 放送局             | 系列                                         | ネット形態 |
| ------------- | ------------------ | -------------------------------------------- | ---------- |
| 関東広域圏    | 日本テレビ         | 日本テレビ系列                               | 制作局     |
| 北海道        | 札幌テレビ         | 日本テレビ系列                               | 同時ネット |
| 青森県        | 青森放送           | 日本テレビ系列                               | 同時ネット |
| 岩手県        | テレビ岩手         | 日本テレビ系列                               | 同時ネット |
| 宮城県        | ミヤギテレビ       | 日本テレビ系列                               | 同時ネット |
| 秋田県        | 秋田放送           | 日本テレビ系列                               | 同時ネット |
| 山形県        | 山形放送           | 日本テレビ系列                               | 同時ネット |
| 福島県        | 福島中央テレビ     | 日本テレビ系列                               | 同時ネット |
| 山梨県        | 山梨放送           | 日本テレビ系列                               | 同時ネット |
| 新潟県        | テレビ新潟         | 日本テレビ系列                               | 同時ネット |
| 長野県        | テレビ信州         | 日本テレビ系列                               | 同時ネット |
| 静岡県        | 静岡第一テレビ     | 日本テレビ系列                               | 同時ネット |
| 富山県        | 北日本放送         | 日本テレビ系列                               | 同時ネット |
| 石川県        | テレビ金沢         | 日本テレビ系列                               | 同時ネット |
| 福井県        | 福井放送           | 日本テレビ系列 テレビ朝日系列                | 同時ネット |
| 中京広域圏    | 中京テレビ         | 日本テレビ系列                               | 同時ネット |
| 近畿広域圏    | 読売テレビ         | 日本テレビ系列                               | 同時ネット |
| 島根県 鳥取県 | 日本海テレビ       | 日本テレビ系列                               | 同時ネット |
| 広島県        | 広島テレビ         | 日本テレビ系列                               | 同時ネット |
| 山口県        | 山口放送           | 日本テレビ系列                               | 同時ネット |
| 香川県 岡山県 | 西日本放送         | 日本テレビ系列                               | 同時ネット |
| 愛媛県        | 南海放送           | 日本テレビ系列                               | 同時ネット |
| 高知県        | 高知放送           | 日本テレビ系列                               | 同時ネット |
| 徳島県        | 四国放送           | 日本テレビ系列                               | 同時ネット |
| 福岡県        | 福岡放送           | 日本テレビ系列                               | 同時ネット |
| 長崎県        | 長崎国際テレビ     | 日本テレビ系列                               | 同時ネット |
| 熊本県        | くまもと県民テレビ | 日本テレビ系列                               | 同時ネット |
| 大分県        | テレビ大分         | 日本テレビ系列 フジテレビ系列                | 同時ネット |
| 宮崎県        | テレビ宮崎         | フジテレビ系列 日本テレビ系列 テレビ朝日系列 | 同時ネット |
| 鹿児島県      | 鹿児島読売テレビ   | 日本テレビ系列                               | 同時ネット |
| 沖縄県        | 沖縄テレビ         | フジテレビ系列                               | 遅れネット |